# 胡志藩
胡志藩（？—17世紀），字屏王，廬州府合肥縣人，明朝政治人物。

## 生平
胡志藩在天啟元年（1621年）中舉人，五年（1625年）成進士，獲授中書舍人。當時廬州府驛遞由無為州、六安州、合肥縣、舒城縣、廬江縣五州縣共同負責，後來責任都由合肥縣承擔；他上疏五地職責不均勻，朝廷才商議僱用人才，五地得以平分責任。其後胡志藩入都察院擔任御史出按宣大，將士都聽命於他，在任內去世。
他的弟弟胡志鴻是縣學生，崇禎十五年（1642年）寇亂後移居到鄉間，貧窮友人大多依賴他為生活，親友子女未能婚嫁者都會成全。

## 引用
1. 1 2  嘉慶《合肥縣志·卷二十三·人物傳》：胡志藩，字屏王，天啟乙丑進士，授中書舍人。先是郡中馬遞係無為、六安、合肥、舒城、廬江五州縣協濟，後獨累肥；志藩疏言州縣苦樂不均，始議僉點僱募，五屬俱得其平。入御史臺按宣大，驕將悍卒靡不懾服，卒於官。弟志鴻，縣學生，壬午寇亂後移居鄉莊，貧友多依而為活，親黨子女不能婚嫁者必成全之。 府志
2. ↑  嘉慶《合肥縣志·卷十七·選舉表》：天啟元年辛酉（舉人）……胡志藩